# Robert Perloff
Robert Perloff (* 3. Februar 1921 in Philadelphia; † 15. April 2013 in Pittsburgh) war ein amerikanischer Professor  für Betriebswirtschaftslehre (Business Administration) und Psychologie.

## Leben
Robert Perloff wuchs in Philadelphia auf und kämpfte im Zweiten Weltkrieg auf den Philippinen. Nach seiner Rückkehr schloss er 1949 sein Studium an der Temple University in Philadelphia ab und promovierte in Psychologie an der Ohio State University. Später unterrichtete er industrielle und Verbraucherpsychologie an der Purdue University.
Den größten Teil seiner Laufbahn verbrachte er seit 1969 als Professor für Betriebswirtschaft und Psychologie an der Katz Graduate School of Business der University of Pittsburgh.
Robert Perloffs wissenschaftliche Interessen waren Organisationswissenschaften, Programm-Evaluation, Konsumentenverhalten und Allgemeine Psychologie.
Er war unter anderem Präsident der Association for Consumer Research und der American Psychological Association (1985–1986). Seine Ansprache als APA-Präsident 1985 wurde im American Psychologist (vol. 42, 1987) abgedruckt und als einer der 50 klassischen Artikel der letzten 50 Jahre bezeichnet. Perloff sagte unter anderem:
"Wir sollten uns von der falschen Vorstellung befreien, dass die Ehrlichkeit der Überzeugung, das Dasein als aufstachelnder Störenfried, Whistleblower, oder was auch immer, nur dann möglich ist, wenn man sich in einer Trotzhaltung befindet.  In Wirklichkeit sind diese das Kennzeichen ehrlicher Menschen...  Man kann seine Überzeugungen auch dann laut und deutlich kundtun, wenn man mit der Masse mitschwimmt."
Perloff gehörte zu den 52 Mitunterzeichnern des Aufsatzes Mainstream Science on Intelligence, geschrieben von Linda Gottfredson und im Dezember 1994 veröffentlicht vom Wall Street Journal.
1996 gehörte er zu einer Task Force, die kontroverse Fragen bezüglich Rasse und Intelligenz untersuchte und den Report "Intelligence, Knowns and Unknowns" (Intelligenz, Bekanntes und Unbekanntes) herausgab.  Perloff ist verschiedentlich energisch für eine Revision des gegenwärtigen Peer-Review-Prozesses eingetreten.
Im Jahre 2000 wurde Perloff von der American Psychological Foundation mit der Gold Medal Award for Lifetime Achievement in Psychology in the Public Interest ausgezeichnet. Bei der Verleihung wurde Perloff anerkannt für seine "Liebe zur sozialen Gerechtigkeit" und seinen lebenslangen Kampf für "die Rechte und Würde von Frauen, Minderheiten und Homosexuellen". Er ist einer der siebzehn Psychologen, die von Robert Sternberg in seinem Buch Psychologists Defying the Crowd (Psychologen, die der Menge widersprechen) geschildert werden.
Robert Perloff verteidigte energisch die Legitimität von Konversionstherapien von Homosexuellen. Auf der APA-Jahreskonferenz 2001 verurteilte er die aus seiner Sicht einseitige politische Agenda der APA und sagte bezüglich Konversionstherapien von Homosexuellen:
"Es wird als unethisch betrachtet ... Das ist völlig falsch. Erstens haben wir noch nicht alle Forschungsergebnisse. Zweitens, wenn der Klient eine Veränderung möchte, hört auf den Klienten. Drittens blockiert ihr die Forschung."
In ähnlicher Weise bezog er an der NARTH-Konferenz 2004 Stellung.

## Werke
Perloff veröffentlichte über 400 Publikationen, Reviews, Kommentare und Präsentationen an Universitäten und auf Konferenzen.
- Datta L-E, Perloff R. Improving Evaluations. 1979: SAGE Focus Editions, ISBN 0-8039-1240-4.